# 裾花峡温泉
裾花峡温泉（すそばなきょうおんせん）は、長野県長野市南長野妻科にある温泉（および鉱泉）である。

## 概要
裾花川沿岸、裾花渓谷の下流に位置する。2002年に開かれた比較的歴史の浅い温泉で、唯一の温泉施設としてホテル兼日帰り入浴施設の「裾花峡天然温泉宿 うるおい館」が存在する。
市街地から比較的近く、近隣の善光寺や戸隠・飯縄などの行楽地への観光拠点としての利用も多い。

## 泉質
施設内では2種の源泉が用いられている。

### 裾花峡温泉
ph7.2の中性塩化物泉。黄濁湯である。また鉛などの金属成分は含まれない。詳細は分析書を参照。

### 保玉湯乃華温泉
7㎞ほど南西にある塩生地区に湧き出る鉱泉。ph9.0のアルカリ性で、含硫黄-ナトリウム-炭酸水素塩冷鉱泉。
ここまではトラックで輸送されている。

## 交通
- 長野駅からアルピコ交通鬼無里線で長野商業高等学校下車、徒歩9分。